# المولایا دو الکویزیراس
المولایا دو الکویزیراس (به اسپانیایی: Almoloya de Alquisiras) یک منطقهٔ مسکونی در مکزیک است که در ایالت مکزیک واقع شده‌است.

## خصوصیات
المولایا دو الکویزیراس ۱۶۷٫۳۸ کیلومترمربع مساحت و ۱۴٬۱۹۶ نفر جمعیت دارد.